# Basil Davidson
Basil Risbridger Davidson (Bristol, 9 de novembro de 1914 — Londres, 9 de julho de 2010) foi um jornalista, escritor, historiador e africanista britânico, especialista no período colonial dos Países Africanos de Língua Oficial Portuguesa.
Os temas centrais da sua obra são o colonialismo, o surgimento dos movimentos africanos de emancipação e os dilemas atuais do continente africano.

## Biografia
Durante a Segunda Guerra Mundial, a coberto da sua atividade profissional de jornalista do The Economist, Basil Davidson trabalhou para os serviços secretos britânicos em Paris, Budapeste, Belgrado e no Cairo. Depois da guerra foi correspondente em Paris das publicações The Times, Daily Herald, New Statesman e The Daily Mirror.
A partir de 1951 começou a tornar-se uma reconhecida autoridade em história africana, tema ainda pouco explorado na década de 1950. Os seus estudos destacam as realizações da África pré-colonial, os efeitos desastrosos do tráfico transatlântico de escravos, a partilha de África e o legado da colonização europeia.
Um dos melhores conhecedores de África, Davidson foi o único repórter que, durante a Guerra Colonial Portuguesa, visitou as regiões libertadas da Guiné-Bissau, Angola e Moçambique, conduzido pela mão de Amílcar Cabral, Agostinho Neto e Eduardo Mondlane.
Foi "Honorary Fellow" da School of Oriental and African Studies (SOAS) de Londres.

## Prémios e distinções
Em 1960, foi premiado pelo seu livro The Lost Cities of Africa (título traduzido: As Cidades Perdidas da África) com o "Anisfield-Wolf Award". Em 1970, Haile Selassie condecorou-o com a medalha de ouro pelo seu trabalho em prol da história africana. Foi, também, agraciado pela Open University da Grã-Bretanha em 1980 e pela Universidade de Edimburgo em 1981. Pela sua série televisiva Africa recebeu o "Gold Award", no Festival Internacional de Cinema e Televisão de Nova Iorque em 1984.
A 19 de setembro de 2001, foi agraciado pelo presidente português Jorge Sampaio com o grau de Grande-Oficial da Ordem do Infante D. Henrique. No ano seguinte, foi a vez do presidente da Cabo Verde, Pedro Pires, o agraciar com o Primeiro Grau da Ordem Amílcar Cabral.

## Obras principais
- Africa in History: The Search For A New Society
- Africa in Modern History
- African Civilization Revisited: From Antiquity to Modern Times
- African Kingdoms
- The Africans: An Entry To Cultural History, edição portuguesa: Os Africanos. Uma Introdução à sua História Cultural (Edições 70, 1981)
- The Black Man's Burden: Africa and the Curse of the Nation-State, edição portuguesa: O Fardo do Homem Negro (Campo das Letras, 2000)
- Black Mother, edição portuguesa: Mãe Negra. África: Os Anos de Provação (Sá da Costa, 1978)
- Black Star: A View of the Life and Times of Kwame Nkrumah
- Os Camponeses Africanos e a Revolução (Sá da Costa, 1975)
- Golden Horn (romance)
- A History of Africa
- In the Eye of the Storm: Angola's People, edição portuguesa: Angola no Centro do Furacão (Ed. Delfos, 1974)
- Let Freedom Come: Africa in Modern History
- The Liberation of Guine, edição portuguesa: A Libertação da Guiné: Aspectos de uma Revolução Africana (1969)
- Lost Cities of Africa
- Old Africa Rediscovered, edição portuguesa: À Descoberta do Passado de África (Sá da Costa, 1981)
- The Struggle for independence of 'Portuguese' Africa, edição portuguesa: A Política da Luta Armada: Libertação Nacional nas Colónias Africanas de Portugal (Caminho, 1979)
- West Africa before the Colonial Era